# Ozjornaja (stanice metra v Moskvě)
Ozjornaja (rusky Озёрная) je stanice moskevského metra na Kalininsko-Solncevské lince, která byla zprovozněna dne 30. srpna 2018 v rámci úseku Ramenki – Rasskazovka. Je pojmenována podle náměstí, pod kterým se nachází. 

## Charakter stanice
Stanice Ozjornaja se nachází u hranic čtvrtí Očakovo-Matvejevskoje (Очаково-Матвеевское) a Troparjovo-Nikulino (Тропарёво-Никулино) podél Mičurinského prospektu (Мичуринский проспект) v blízkosti s jeho křížení s Nikulinskou ulicí (Никулинская улица) pod Ozjornou ploščadí (Озёрная площадь) v jihozápadni části města.  
Stanice disponuje dvěma podzemními vestibuly. První z nich – severovýchodní – je propojen s nástupištěm prostřednictvím schodiště, východy z něho míří na obě strany Nikulinské ulice i Mičurinského prospektu a zastávkám městské hromadné dopravy. Druhý – jihozápadní – je s nástupištěm propojen eskalátory, přičemž východy z něho míří na Ozjornou ploščaď a severní stranu Mičurinského prospektu. Oba dva vestibuly jsou vyzdobeny osvětlenými vitrážemi s lekníny. Na základě stanice se plánuje postavit dopravně-přestupní uzel, který bude zahrnovat trolejbusové a autobusové zastávky a obratiště a dispečerské stanoviště pro autobusy a trolejbusy. U východu z metra bude parkoviště. 
Stanice Ozjornaja je vystavěna podle typového projektu (stejně jako Ramenki, Minskaja či Lomonosovskij prospekt). Na stropě, kolejových stěnách a hranách sloupů směrem k nim jsou vícevrstvé kovové panely s leštěným povrchem šedé barvy, část stěn vestibulů je z glazovaného keramického kamene ve stejném odstínu. Stanice se tak od sebe liší barvou pozadí a tematickými vzory prosvětlených skleněných panelů, které se nacházejí na některých stěnách vestibulů a hranách sloupů na nástupištích směřujících k východům a vzor pokračuje od jednoho sloupu ke druhému. V tomto případě se jedná o odkazy na nedaleké Očakovské rybníky a Ozjornou ploščaď - na modrozeleném pozadí je vyobrazena vodní vegetace (zejména lekníny) a odrazy na vodě. Ve obložení stanice byla použita žula, kovokeramické desky a nerezová ocel. 
Původně se předpokládalo, že se stanice bude jmenovat podle čtvrti, ve které se částečně nachází – Očakovo. K slavnostnímu přejmenování stanice došlo až při technickém zprovoznění stanice dne 21. června 2018, když už byla stanice byla zcela dokončená. Proto byly zelené kovové konstrukce s názvem stanice překryty černými provizorními cedulemi s novým názvem. 